# فهرست سبک‌های موسیقی

## سبک‌های موسیقی هنری
- آرس آنتیک
- بوسانوا
- باروک
- بالاد
- بالتا
- باله
- بغساوان
- بل کانتو
- بیگ باند
- بیگوئین
- جاز تالاری (چمبر جاز)
- چونگاک
- کائی لوئونگ
- کانتاتا
- کانُن
- موسیقی آرایشگاهی
- موسیقی تالاری (چمبر موزیک
- موسیقی تصادفی
- موسیقی دوره کلاسیک
- موسیقی کلاسیک
- موسیقی متقاطع
- هارمونی باز و بسته
- موسقی کلاسیک پاپ
- موسقی کلاسیک راک
- راک باز و پاپ بسته

## سبک‌های موسیقی مذهبی
- دکلمه
- تواشیح
- نوحه
- مولودی
- تلاوت
- انواع مناجات‌ها
- انواع مناقب خوانی‌ها
- فضیلت خوانی‌ها
- روضه
- تغزیه
- مداحی‌ها
- موسیقی مناسبتی (مانند انواع چاووشی‌ها، انواع یزله‌ها، مناسب خوانی‌ها، بازار خوانی و ….
- موسیقی مسیحیت
- موسیقی عاشورایی
- موسیقی شبیه خوانی (مجالس تعزیه) انواع پیشخوانیها، رجزهای موافق و مخالف خوانیها، مصرع خوانیهای فرهنگ‌های مختلف ایران و نیز فرهنگ‌های هند، پاکستان، عراق، لبنان، و لحن‌های فارسی، ترکی، عربی و … در تعزیه نواحی.
- موسیقی رمضان (نمونه‌های سی دی صوتی مرتبط، مناجات رمضان، دم دم سحری، دعاهای افطار، ادعیه سحری و …).
- موسیقی عبادی (موسیقی‌های مرتبط شامل انواع مناجات‌ها، استغاثه‌ها، دعای ندبه، اوراد و ادعیه اعم از ادعیه شامگاهی و سحری و صبحگاهی، صبح خوانی‌ها و ….
- موسیقی مناسبتی (مانند انواع چاووشی‌ها، انواع یزله‌ها، مناسب خوانی‌ها، بازار خوانی و ….
- موسیقی دینی (تلاوت قرآن شامل انواع رپرتوار قرائت قرآن در نواحی ایران) بر اساس لحن‌های بومی، منطقه ای و اذان‌های ملی و بومی.
- موسیقی مدح ائمه و اولیا شامل انواع مناقب خوانی‌ها، فضیلت خوانی‌ها، مداحی‌ها و ….
- موسیقی مولودی‌ها در تعزیز و تحبیب، ولادت ائمه، اولیا و پیامبر اسلام.

## سبک‌های موسیقی عامه‌پسند
- نویه دویچه هرته
- آرت پانک
- آرت راک
- اسکای مذهبی
- اسید جاز
- اسید راک
- اسید هاوس
- اَشه
- اَفروبیت
- اَفروپاپ
- آلترنتیو دنس
- آلترنتیو راک
- آلترنتیو راک مذهبی
- آلترنتیو کانتری
- آلترنتیو متال
- آلترنتیو هیپ هاپ
- الکترونیک برلینی
- الکترونیک مذهبی
- آمریکانا
- امبینت
- آنتی فولک
- آوانگارد جاز
- آوانگارد متال
- بابل‌گام پاپ
- بابل‌گام دنس
- باس‌لاین
- باچاتا
- باروک پاپ
- بال موزت
- بت کیو
- برتون
- بروکن بیت
- بریت‌پاپ
- بریت‌فانک
- بریک‌بیت
- بریک‌بیت هاردکور
- بریک‌کور
- بکرزفیلد
- بگی
- بلک متال
- بلک متال مذهبی (آنبلک متال)
- بلوز
- بلوز انگلیسی
- بلوز بالاد
- بلوز راک
- بلوگرس
- بند اسکین
- بیباپ
- بیت انگلیسی
- بیت‌بوکسینگ
- بیت پاپ
- بیچ پاپ
- بیگ بیت
- پاپ اوپرائی
- پاب راک
- پاپ ایرانی
- پاپ عربی
- پانک مذهبی
- جاز برزیلی
- جی پاپ
- چا چا چا
- شعبی
- چلو راک
- چیپ‌تیون
- چیچا
- چیکن اسکرچ
- چیل‌اوت
- چیل‌ویو
- دث متال
- دو پرده‌ای
- دیسلاو
- دیکسیلند
- راک آرژانتینی
- راک چینی
- رپ
- رپ فارسی
- راک مذهبی
- سلتیک پانک
- سلتیک راک
- سلتیک فیوژن
- سلتیک متال
- سول چشم‌آبی‌ها
- سول چشم‌قهوه‌ای‌ها
- شیکاگو بلوز
- شیکاگو سول
- شیکاگو هاوس
- شیمورنگا
- فانک کَریوکا
- کاجون
- کانتری استرالیایی
- کانتوپاپ
- کی پاپ
- کلاب
- کاباره
- کلاسیک بلوز
- کلاسیک راک
- کلاسیک کانتری
- کیک‌واک
- کیومن
- گلیچ
- گرانج
- متال مذهبی
- موسیقی مذهبی معاصر
- هاردکور
- هاردکور مذهبی
- هیپ هاپ استرالیایی
- هیپ هاپ مذهبی

## سبک‌های موسیقی سنتی و محلی
- آپالا
- باتوکادا
- باجان
- باجورو
- بالاکدری
- بامبوکو
- باندا
- بایشا
- بایلا
- بَتا رومبا
- بتوک
- بخشی
- برگر های‌لایف
- بنتوبول
- بنگا
- بنگرا
- بولریاس
- بونراکو
- بوئی
- بیکوتسی
- بیگوآن
- بیهو
- جالگا (چالگا)
- چئو
- چائو وان
- چاتنی
- چاتنی سوکا
- چارانگا
- چاسو
- چاکاچا
- چانت
- چستوشکه
- چمپتا
- چممی
- چنگوئی
- چوال بوآ
- چومبا
- دوینا
- رسته بورگاندی
- شورو
- شیلاندیک
- کاپوئِرا
- کا ترو
- کارتاژنراس
- کارناتاکا
- کاریمبو
- کاریسو
- کادانز
- کادنس
- کا دین تولنیک
- کالگیا
- کالیپسو
- کالیپسو بایلا
- کالیندا
- کامپورساری
- کاندومبه
- کاواچا
- کلم‌پونگان
- کنتروم
- کنته جوندو
- کنته فلامنکو
- کنتیگا
- کنتیناس
- عاشیق
- عربسک
- موسیقی ایرانی
- موسیقی بیزانسی
- موسیقی چینی
- موسیقی کریسمس
- موسیقی مجاری
- موسیقی یونانی
- نوئوا کنچیون